# سو جونگ-هو
سو جونگ-هو (انگلیسی: Seo Jong-ho؛ زادهٔ ۲۰ ژوئن ۱۹۸۰) بازیکن هاکی روی چمن اهل کره جنوبی بود.
از افتخارات وی میتوان به کسب مدال نقره در بازی‌های المپیک تابستانی ۲۰۰۰ اشاره کرد.